# Estatuto de Autonomía de Extremadura
El Estatuto de Autonomía de Extremadura es la norma institucional básica de la comunidad autónoma extremeña.
El 25 de febrero de 1983 fue aprobado por las Cortes Generales en el Estatuto de Autonomía de Extremadura, de acuerdo con la Ley Orgánica 1/1983. En el mismo se establecen las competencias que corresponden a la comunidad autónoma, así como la organización institucional, la organización judicial, los principios de la economía y la hacienda de la Comunidad, entre otros aspectos. El Estatuto de Autonomía en vigor, tras posteriores reformas, consta de 91 artículos organizados en 8 Títulos, 7 disposiciones adicionales, 1 disposición derogatoria y 1 disposición final.
El Estatuto fue reformado 4 veces, en 1991, 1994, 1999 y 2011, además de añadirse modificaciones como en 2002. Una de las reformas más importantes fue la de 1999, ya que se elevó el techo competencial al nivel de las comunidades autónomas conocidas como "históricas", entre las que destaca la gestión de la Sanidad y la Enseñanza, se otorgó al presidente de la Junta de Extremadura la facultad de disolver la Asamblea de Extremadura y la posibilidad de crear órganos como del Defensor del Pueblo Extremeño y un Tribunal de Cuentas Extremeño.

## Contenido
Algunas de las Disposiciones Generales del Título Preliminar del Estatuto son:
1. Extremadura, como expresión de su identidad regional histórica y por voluntad democrática de los extremeños, se constituye en comunidad autónoma, dentro de unidad de la Nación española, de acuerdo con la Constitución y con el presente Estatuto, que es su norma institucional básica.
2. La comunidad autónoma de Extremadura, a través de instituciones, asume el ejercicio de su autogobierno regional, la defensa de su propia identidad y de sus valores,así como la mejora y promoción del bienestar de los extremeños.
3. Los poderes de la comunidad autónoma de Extremadura emanan del pueblo, de la Constitución y del presente Estatuto.
4. Son elementos diferenciales de Extremadura, y han de orientar la actuación de los poderes públicos, la vitalidad de su reciente identidad colectiva, la calidad de su medioambiente y su patrimonio cultural, el predominio del mundo rural, su proyección en Portugal e Iberoamérica, los condicionantes históricos de su desarrollo socioeconómico y la baja densidad de su población y su dispersión, entendida como dificultad relativa de acceso a los servicios y equipamientos generales. Los poderes públicos adoptarán las medidas necesarias para evitar que de tales diferencias se deriven desigualdades frente al conjunto del Estado y para corregir las existentes.
5. El territorio de Extremadura, al que se extienden sus poderes, es el de los municipios comprendidos dentro de los actuales límites de las provincias de Badajoz y Cáceres.
6. La capital de Extremadura es la ciudad de Mérida, sede de la Asamblea, de la Presidencia y del Gobierno regional.

## Reforma del Estatuto 2011
El Estatuto de Autonomía de Extremadura culminó su último proceso de reforma en 2011. El 21 de mayo de 2009, la comisión extraordinaria de la Asamblea de Extremadura encargada de la reforma delegó su elaboración y redacción en los Ponentes Manuel Barroso Cerro por PP e Ignacio Amor por PSOE. La misma fue aprobada unánimemente por el Pleno de la Asamblea de Extremadura el 10 de septiembre de 2009, con voto afirmativo de los dos grupos con representación en la cámara, PSOE y PP. El texto fue tomado en consideración por el Congreso de los Diputados, tras el debate de totalidad celebrado el 17 de noviembre de 2009. Después de su tramitación parlamentaria, esta cámara aprobó, por mayoría absoluta de derecho, el dictamen de la Comisión Constitucional el 21 de diciembre de 2010, superando los necesarios dos quintos de la cámara. De los 345 diputados presentes, tan sólo hubo tres votos en contra y una abstención. Para culminar su aprobación por las Cortes Generales Españolas, el proyecto fue remitido al Senado, donde el nuevo Estatuto fue aprobado el 19 de enero de 2011, con tan sólo un voto de abstención y ninguno en contra. La entrada en vigor de la reforma del Estatuto se produjo el 29 de enero de 2011, tras ser sancionada por la Ley Orgánica 1 /2011, de 28 de enero, de Reforma del Estatuto de Autonomía de la comunidad autónoma de Extremadura
La reforma introduce un preámbulo, recoge derechos y deberes, amplía las competencias de la comunidad autónoma y establece nuevos organismos: el Consejo Consultivo con sede en Badajoz, el Consejo de Cuentas con sede en Cáceres, el Personero del Común (Defensor del Pueblo) con sede en Plasencia, el Consejo de Justicia de Extremadura y el Consejo Económico y Social con sedes en Mérida. El texto reformado apuesta por una mayor descentralización hacia los municipios y por una mayor financiación.